# Frontera entre l'Aràbia Saudita i l'Iraq
La frontera entre Aràbia Saudita i l'Iraq és la frontera de 814 kilòmetres que separa l'Aràbia Saudita de l'Iraq. S'estén des de Turaif a prop de la frontera amb Jordània a Occident fins a Hafar Al-Batin prop de Kuwait i frontera a l'est. Separa les províncies saudites d'Al Jawf, capital Sakaka, Al-Hudud ash-Shamaliya, capital Arar, i una petita part d'Ash-Sharqiya, capital Dammam, zones de Hafar Al-Batin i Ras al-Khafji. De 1922 a 1991 hi va existir una zona neutra de 7.044 km² arran del protocpl d'al-Ukayr el 2 de desembre de 1922, una zona on la frontera no era pas clarament definida. Va deixar d'existir arran la Guerra del Golf el 1991.
Es va construir un mur des de 2006 a la frontera, que consisteix en una doble línia de filferro de pues i equipada amb càmeres termals i detectors de moviment. El cost va ser de 850 milions de dòlars per una longitud de 700 km.
El 5 de gener de 2015 les tropes saudites foren víctimes d'un atac suïcida d'Estat Islàmic al pas fronterer d'Arar que va causar la mort de dos guàrdies.